# 霍尔布鲁赫
霍尔布鲁赫是德国莱茵兰-普法尔茨州的一个市镇。总面积5.18平方公里，总人口364人，其中男性186人，女性178人（2011年12月31日），人口密度70人/平方公里。